# 칭기즈 칸 국제공항
칭기즈 칸 국제공항(영어: Chinggis Khaan International Airport, 몽골어: Чингис хаан олон улсын нисэх буудал, IATA: UBN, ICAO: ZMCK)은 울란바토르의 두번째 국제공항이다. 2021년 7월 4일에 개장했으며 울란바토르와 수도권의 주요 공항 역할을 하고 있다. 이 공항은 부얀트 우카 국제공항의 국제선을 대체하는 역할을 한다.

## 개요

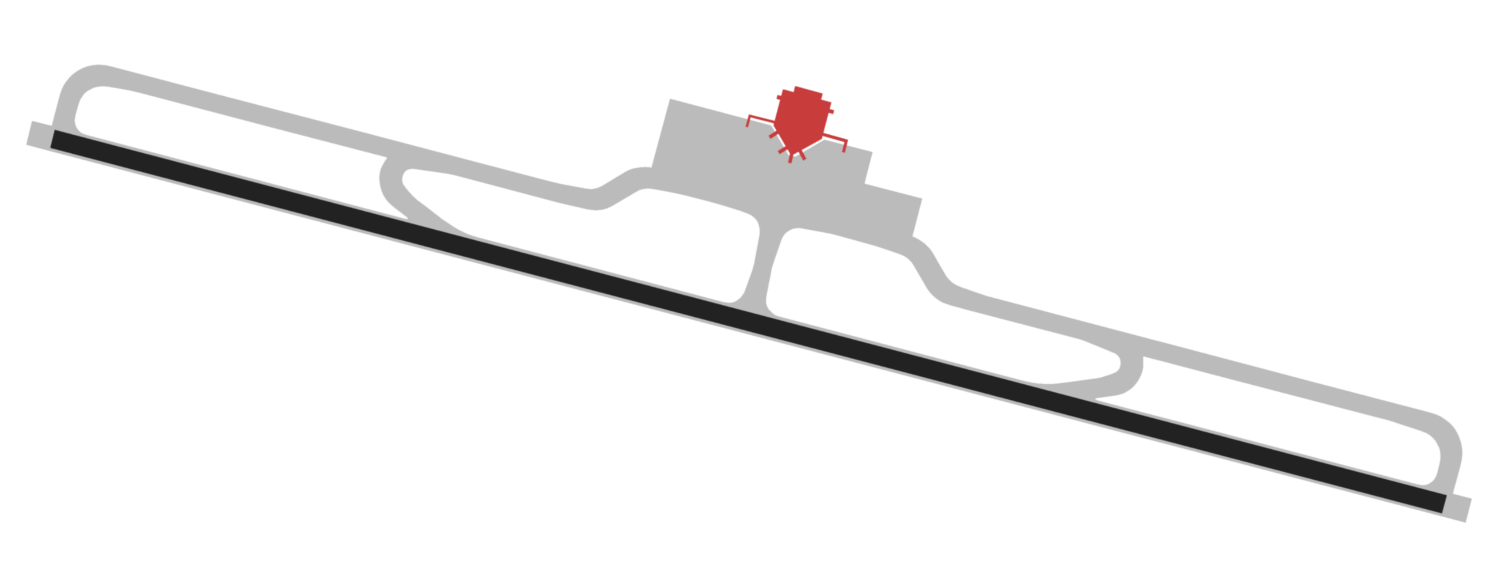

공항의 면적은 104,200 km2이다. 길이 3,600m, 폭 45m의 하나의 활주로를 가지고 있다. 또한 3,339m(너비 23m)의 평행 유도로, 2개의 고속 유도로, 3개의 출구 유도로가 있다.

### 승객
공항의 여객 터미널의 면적은 25,300km2,이며, 도착지는 1층이고 출발지는 2층이다.

### 화물
화물 터미널의 면적은 3,750km2이고 공항의 연간 화물 용량은 11,900톤이다. 위험물, 고가품, 냉장물의 수출입을 위한 별도의 시설도 갖추고 있다.

### 교통
공항은 수도로 연결되는 고속도로로 연결되어 있으며, 울란바토르 시내 4개 지점, 드래곤버스터미널, 부얀트 우카, 울란바토르 철도역, 던진가라프시장 등 셔틀버스가 운행되며 편도 80~100분 소요된다. 약 60대의 택시도 승객을 태울 예정이다.

## 사진

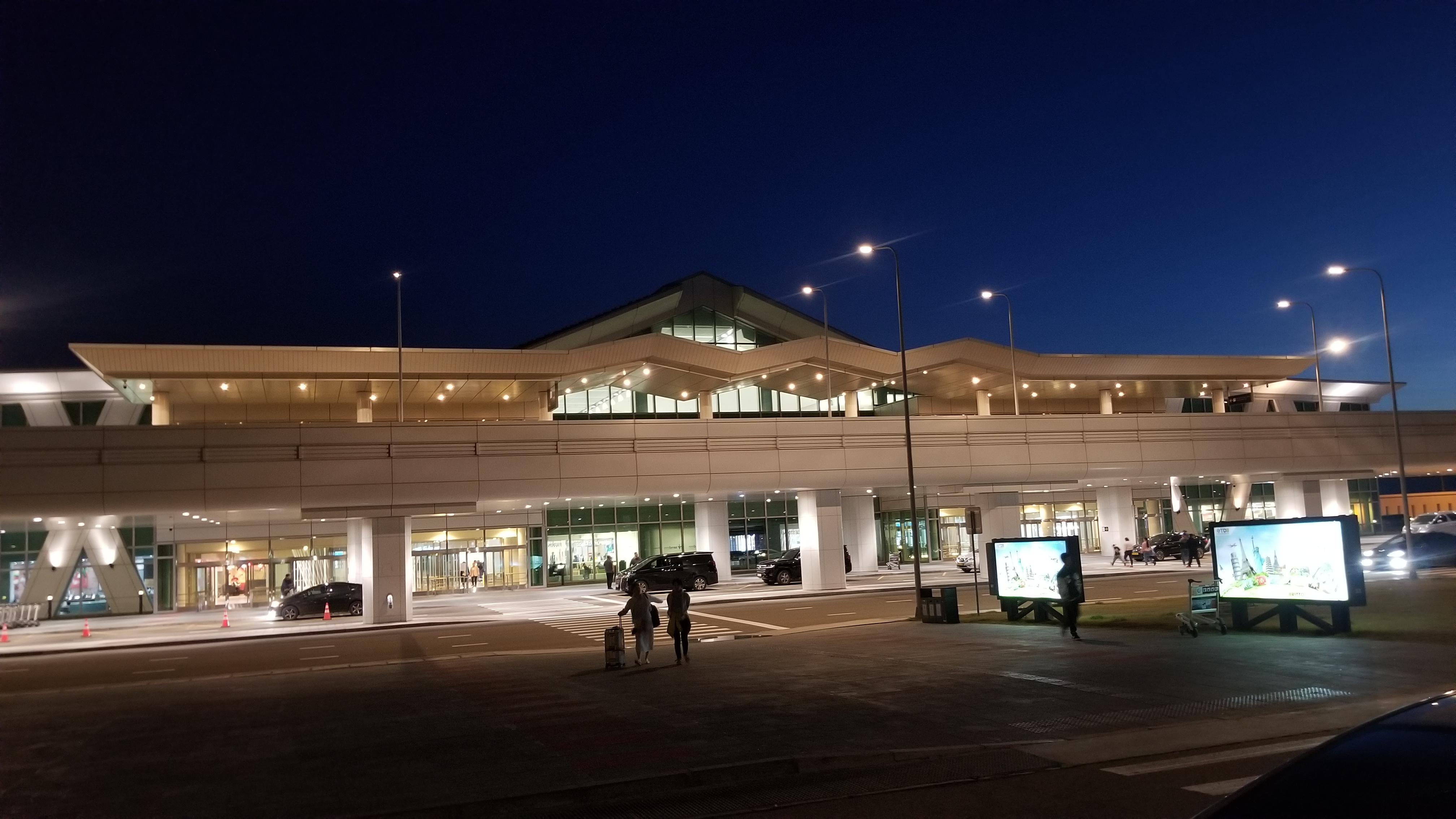
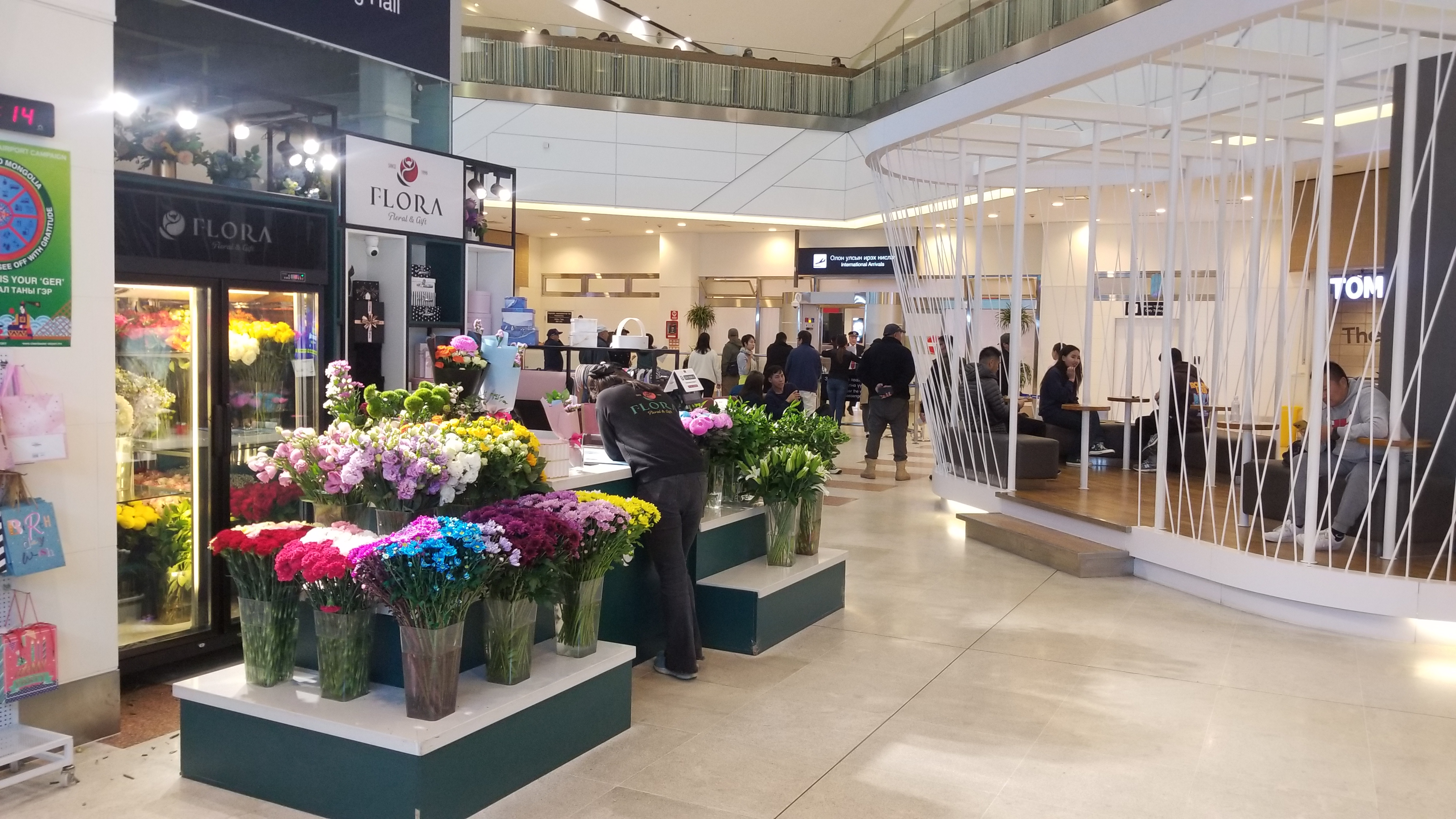
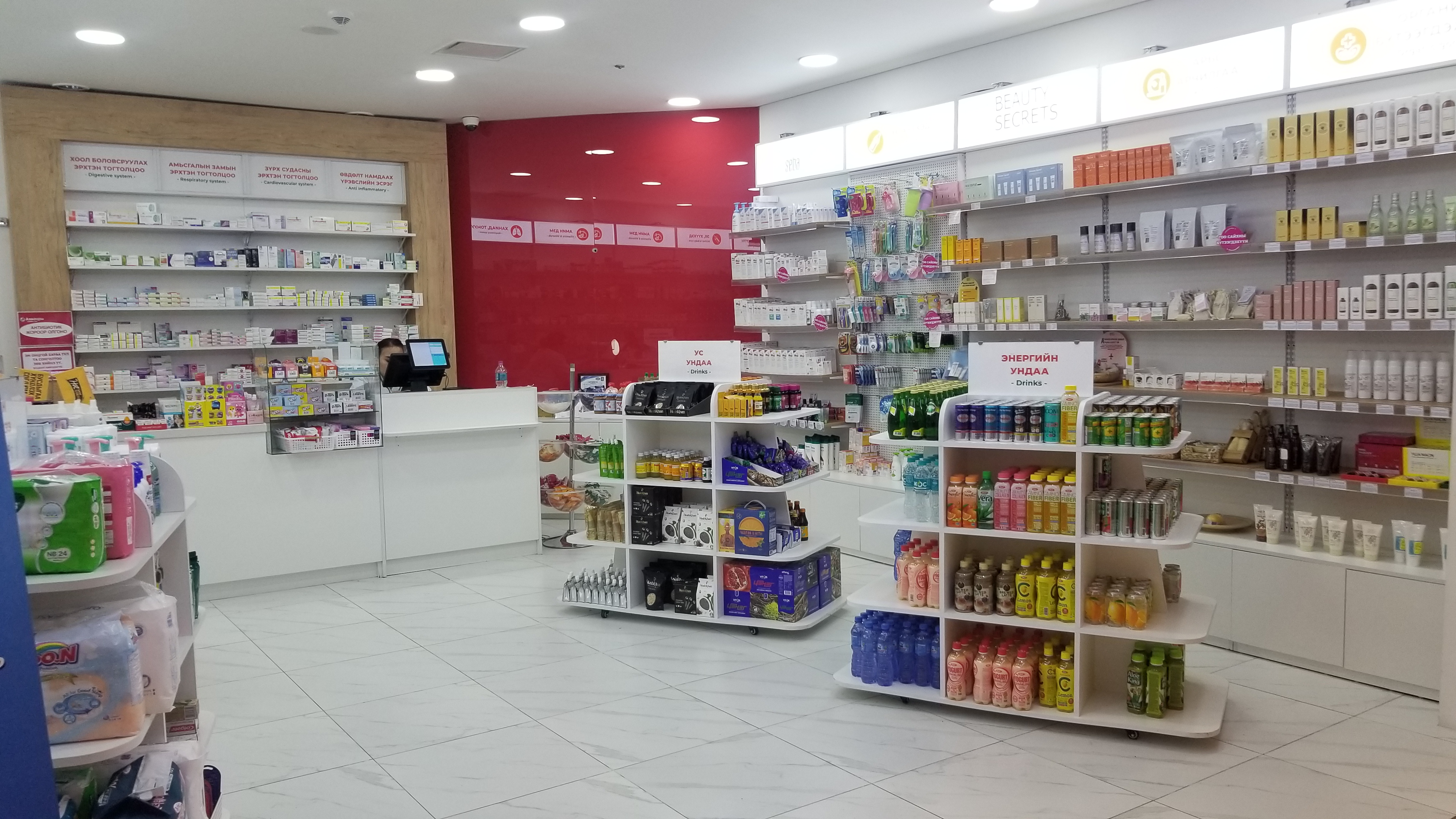
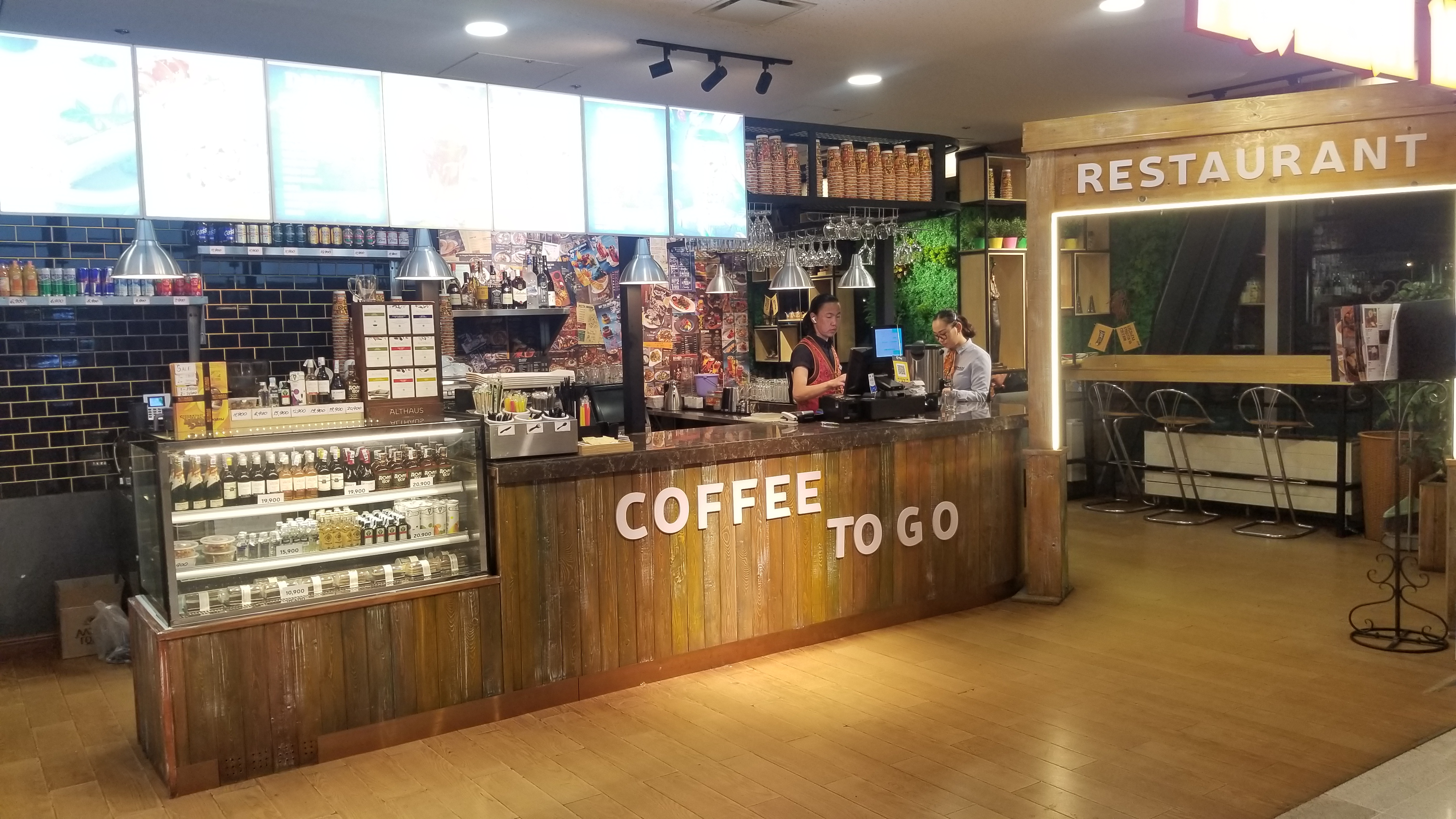
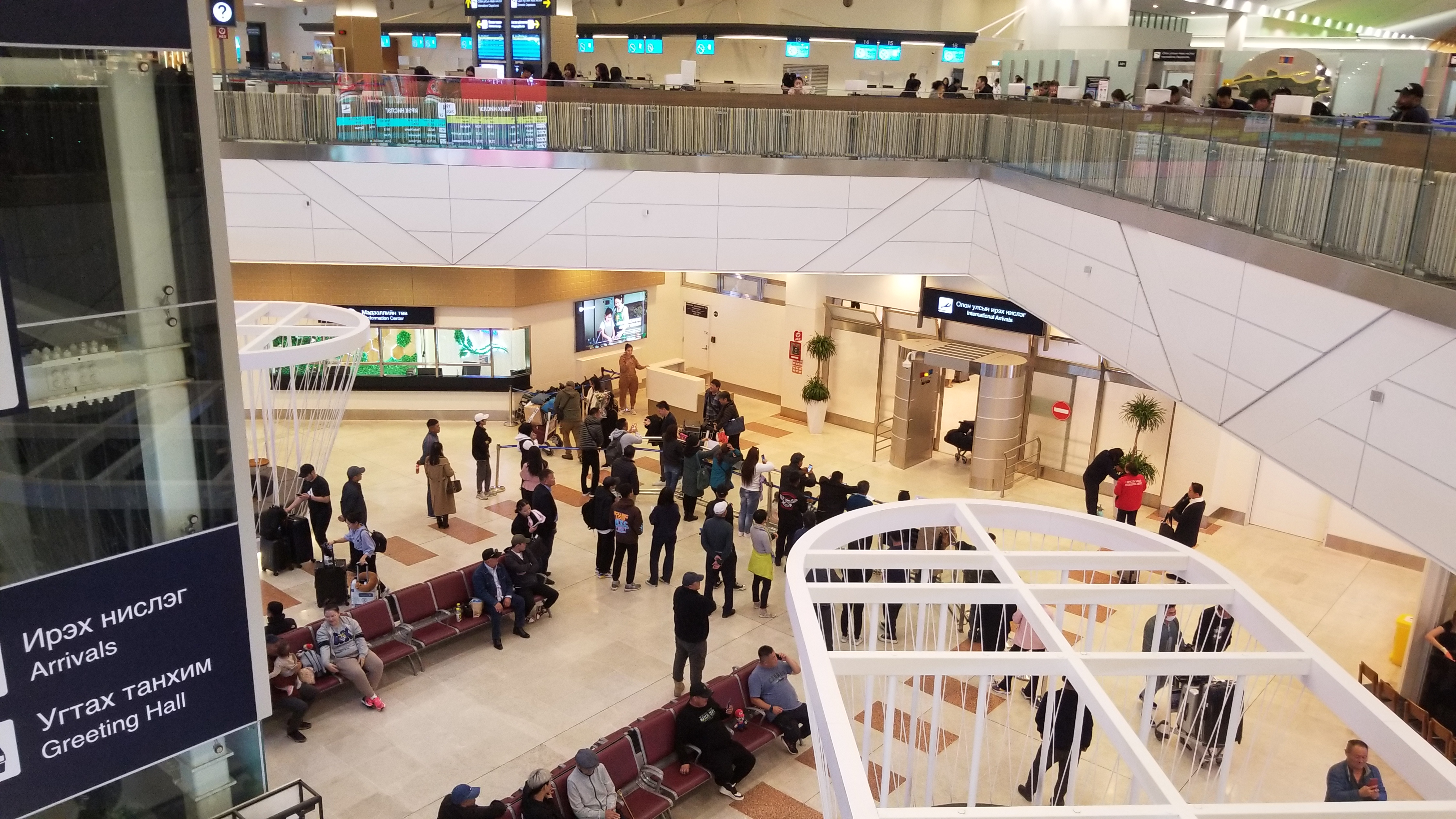
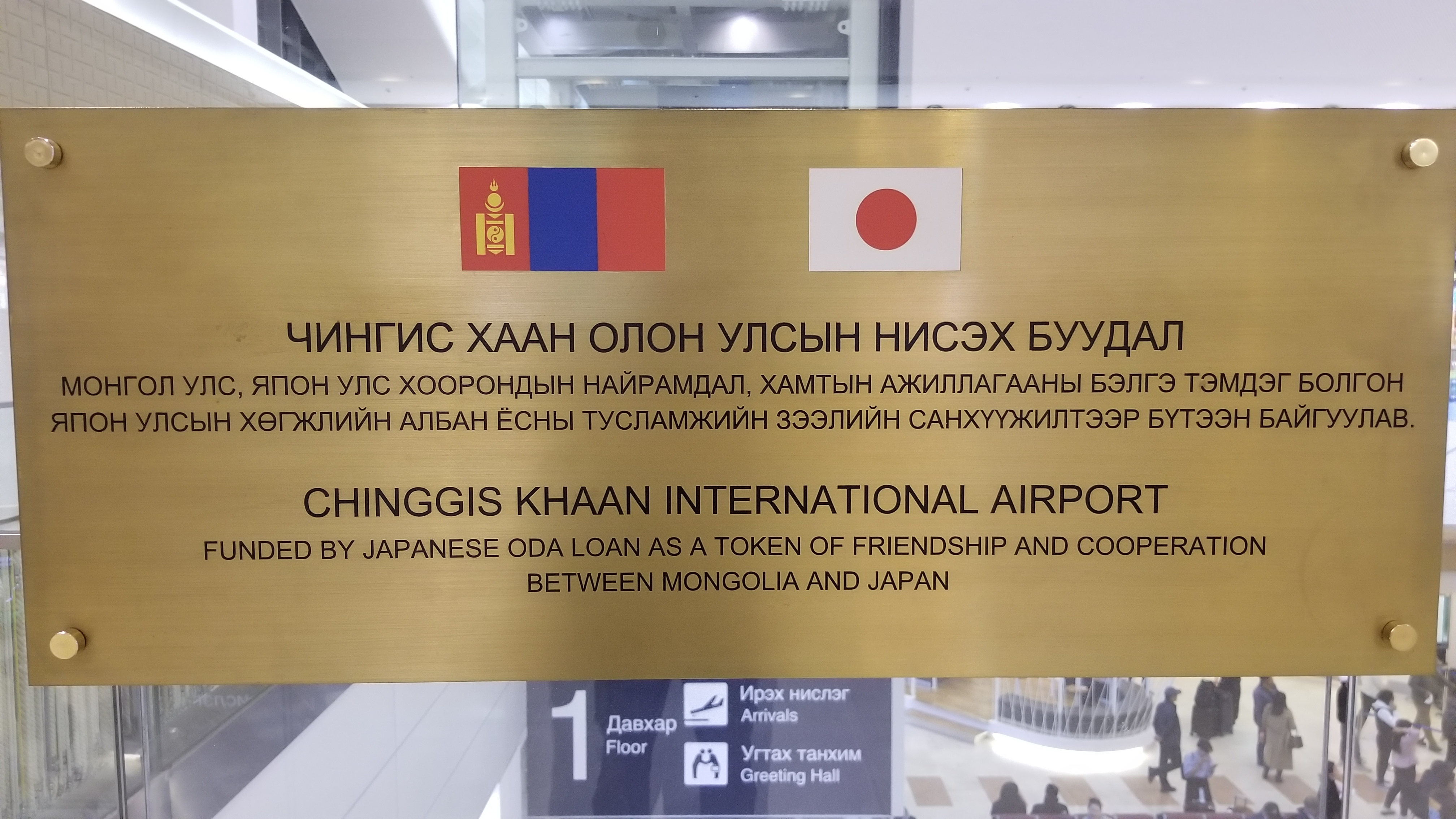
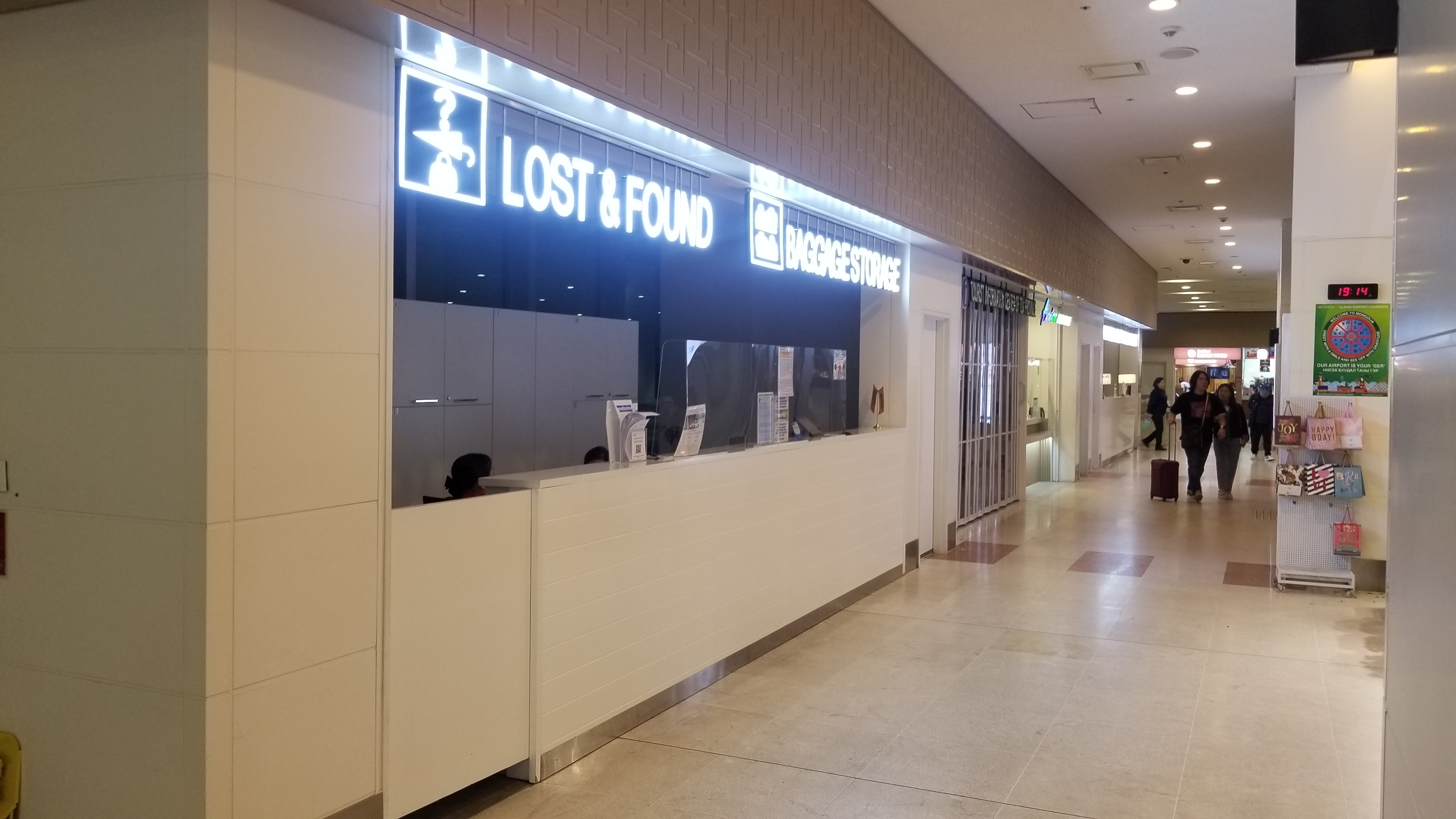
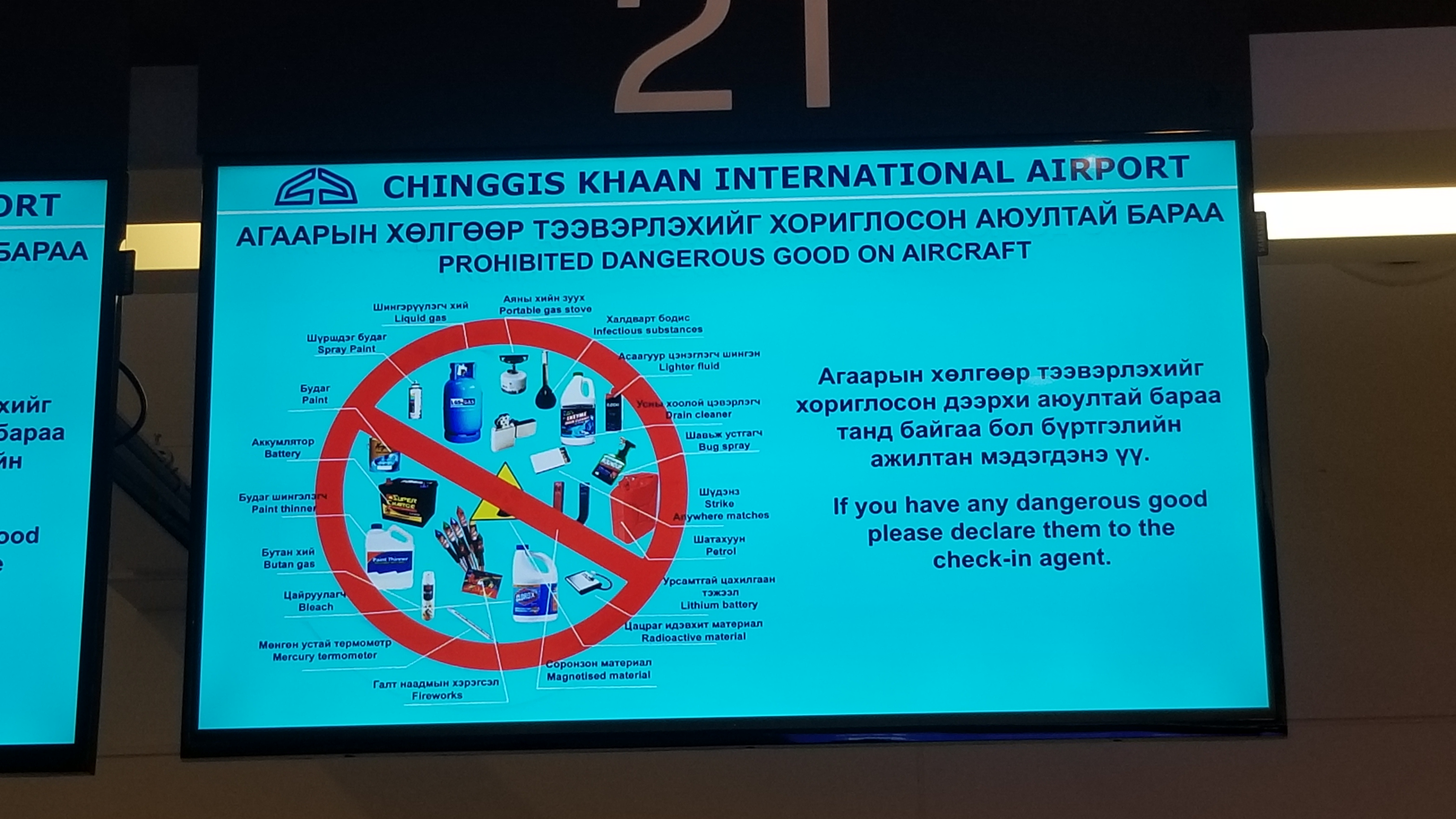
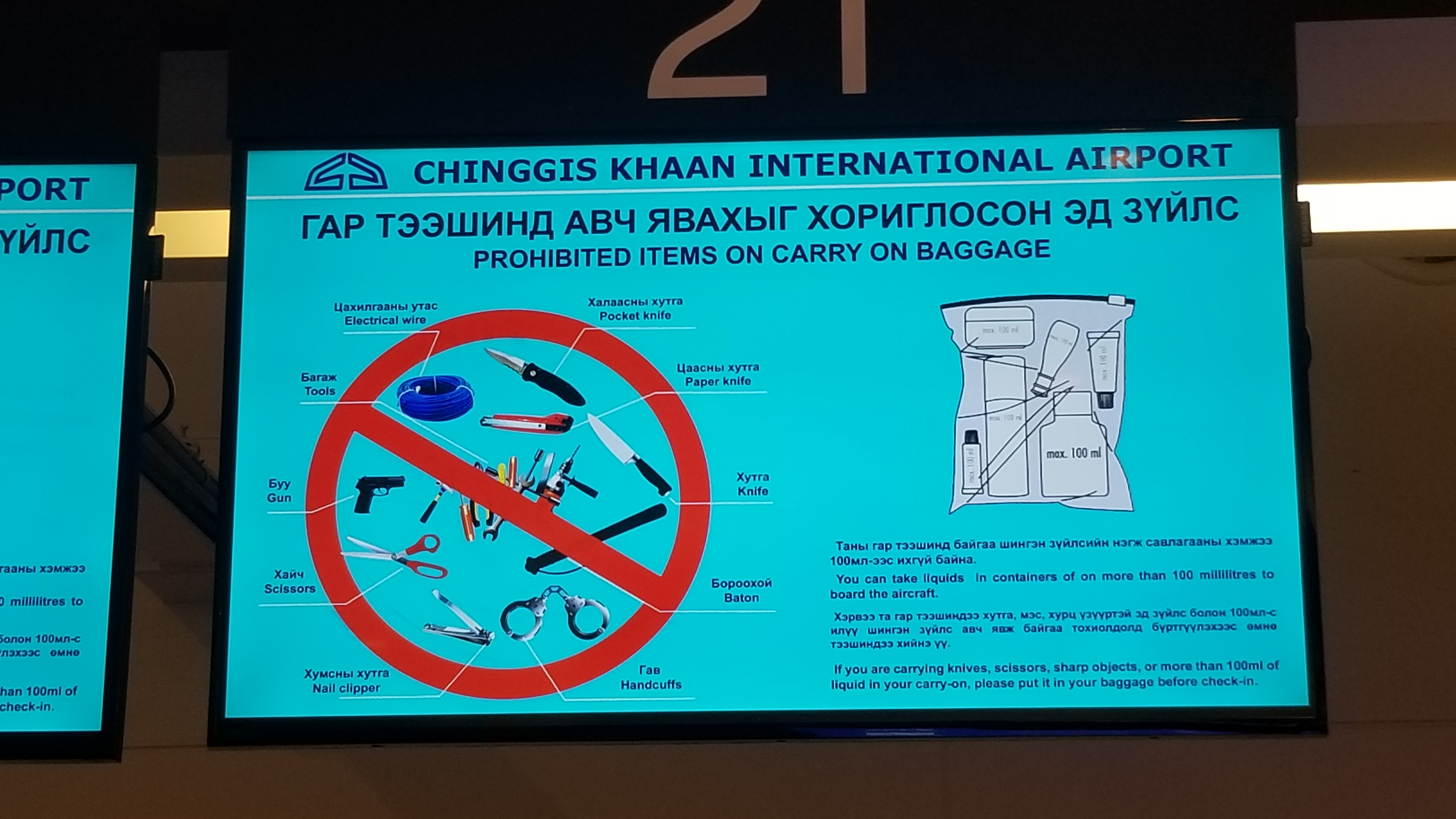
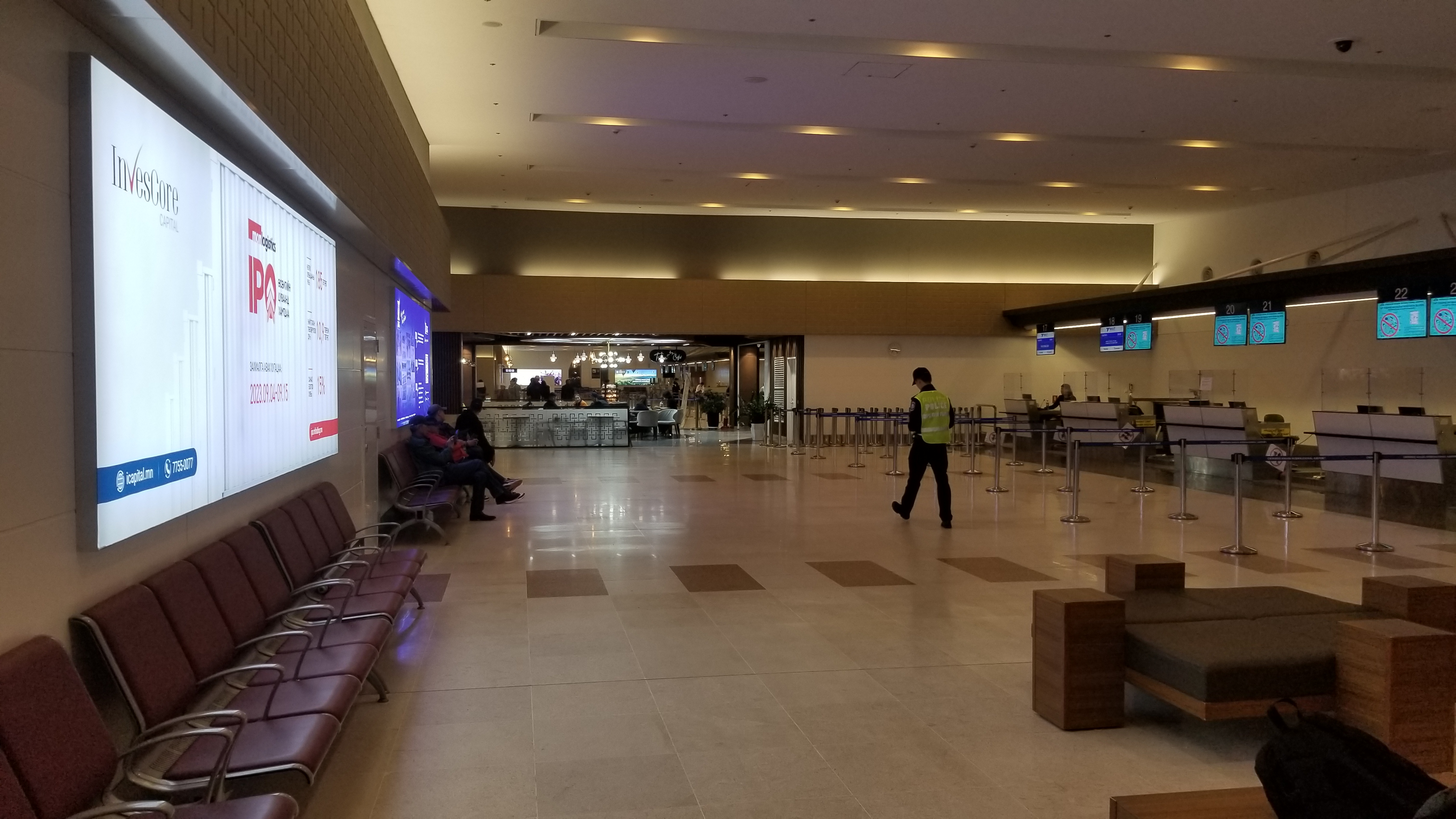
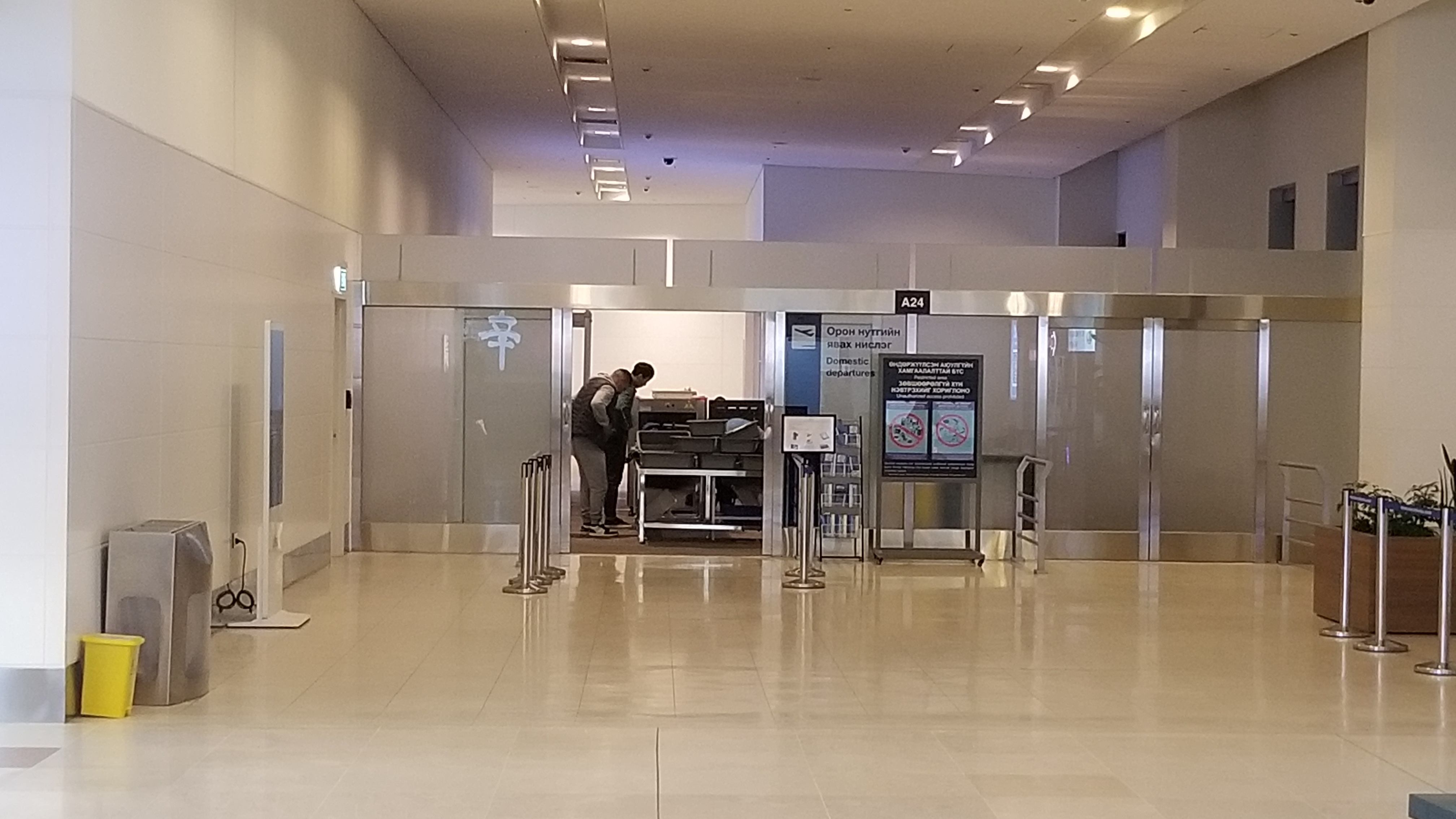
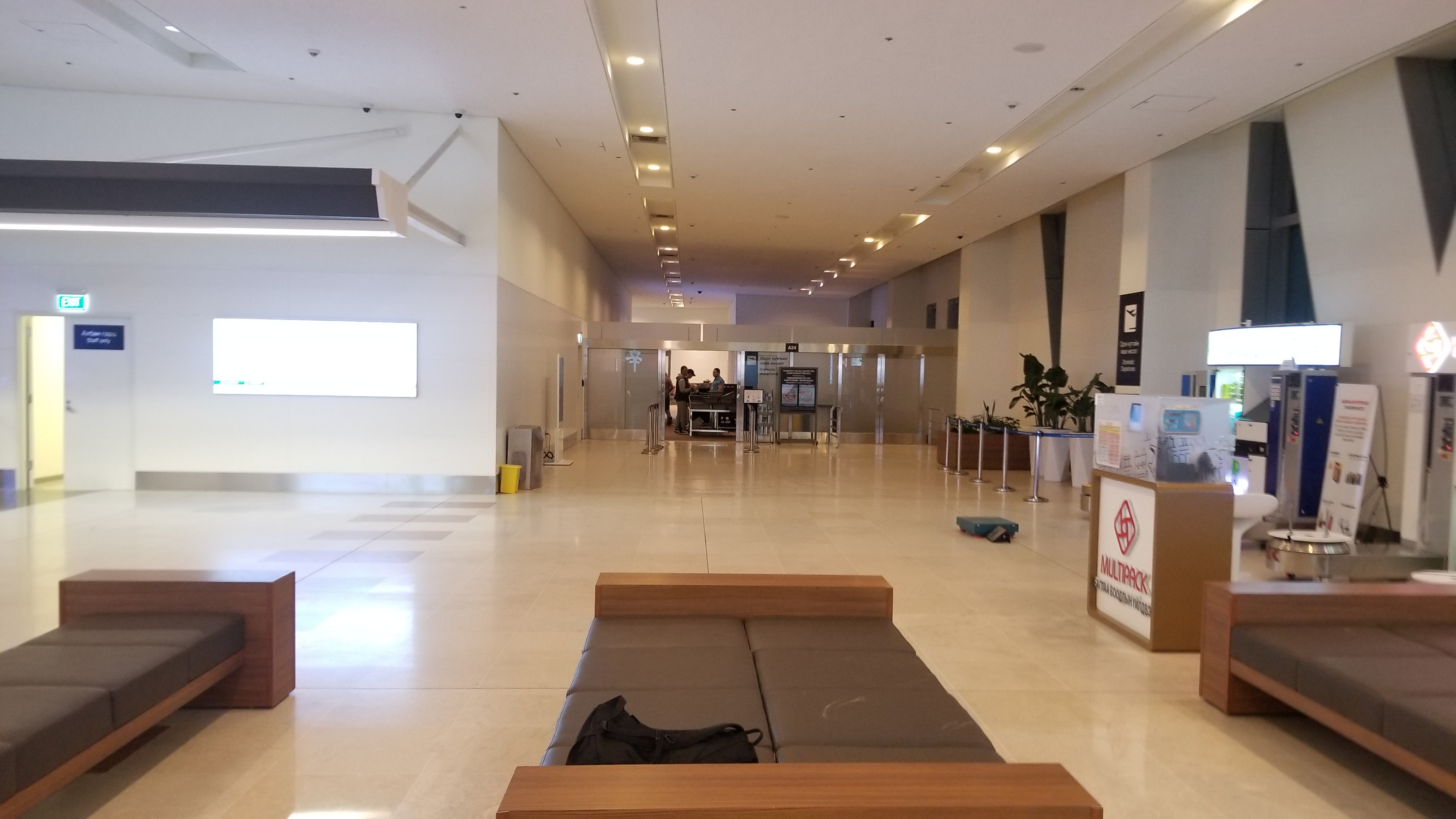
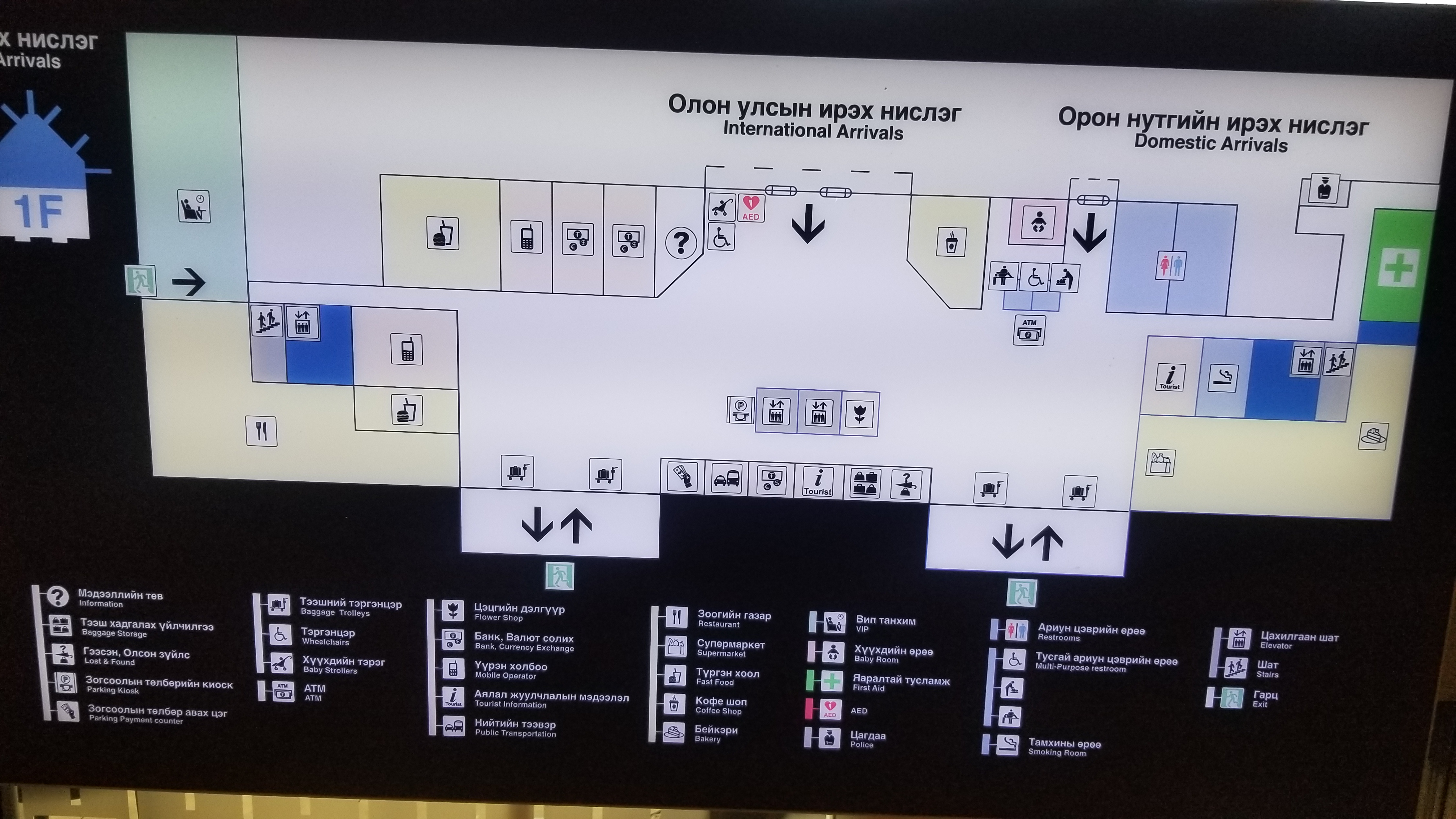
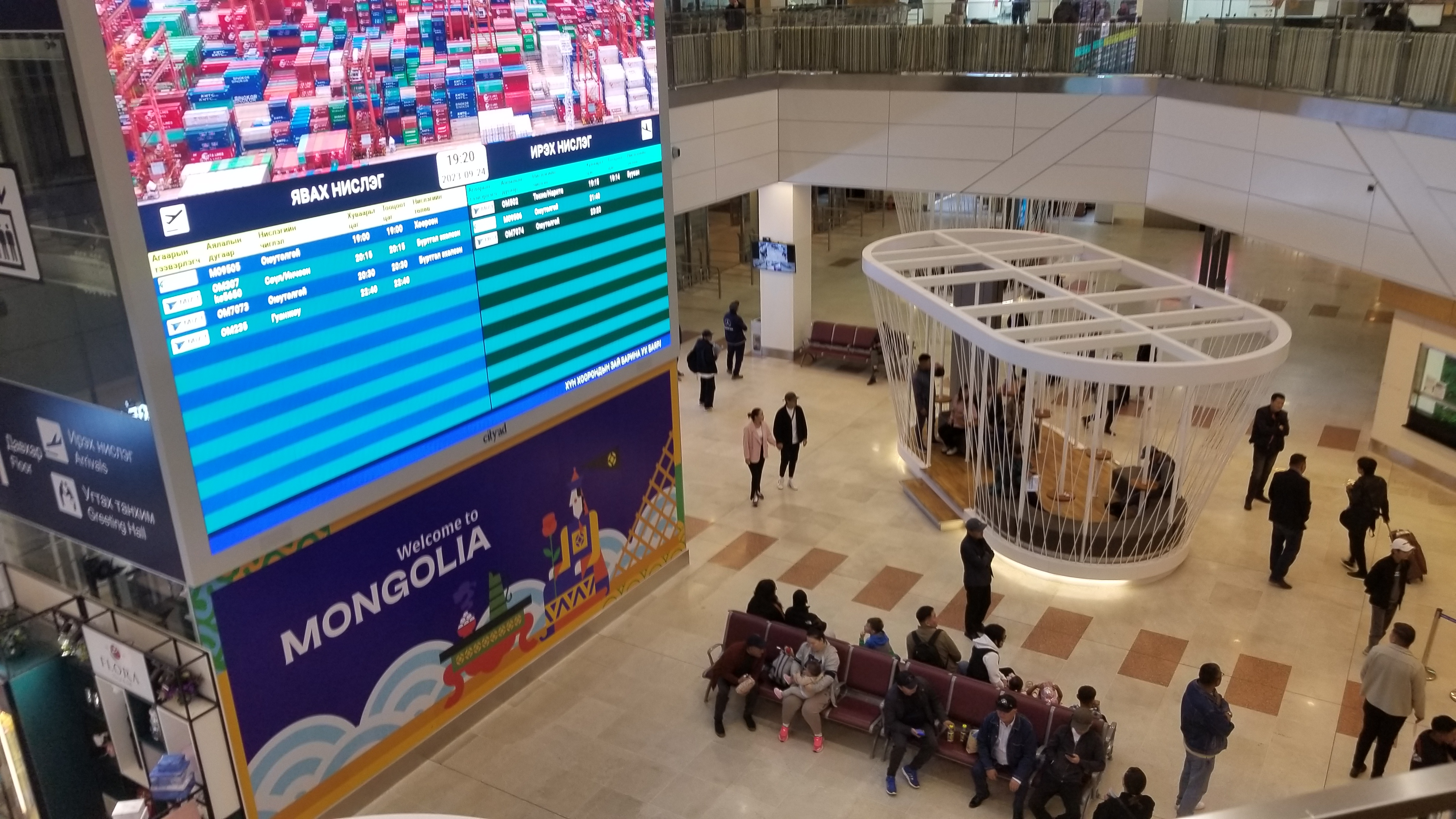
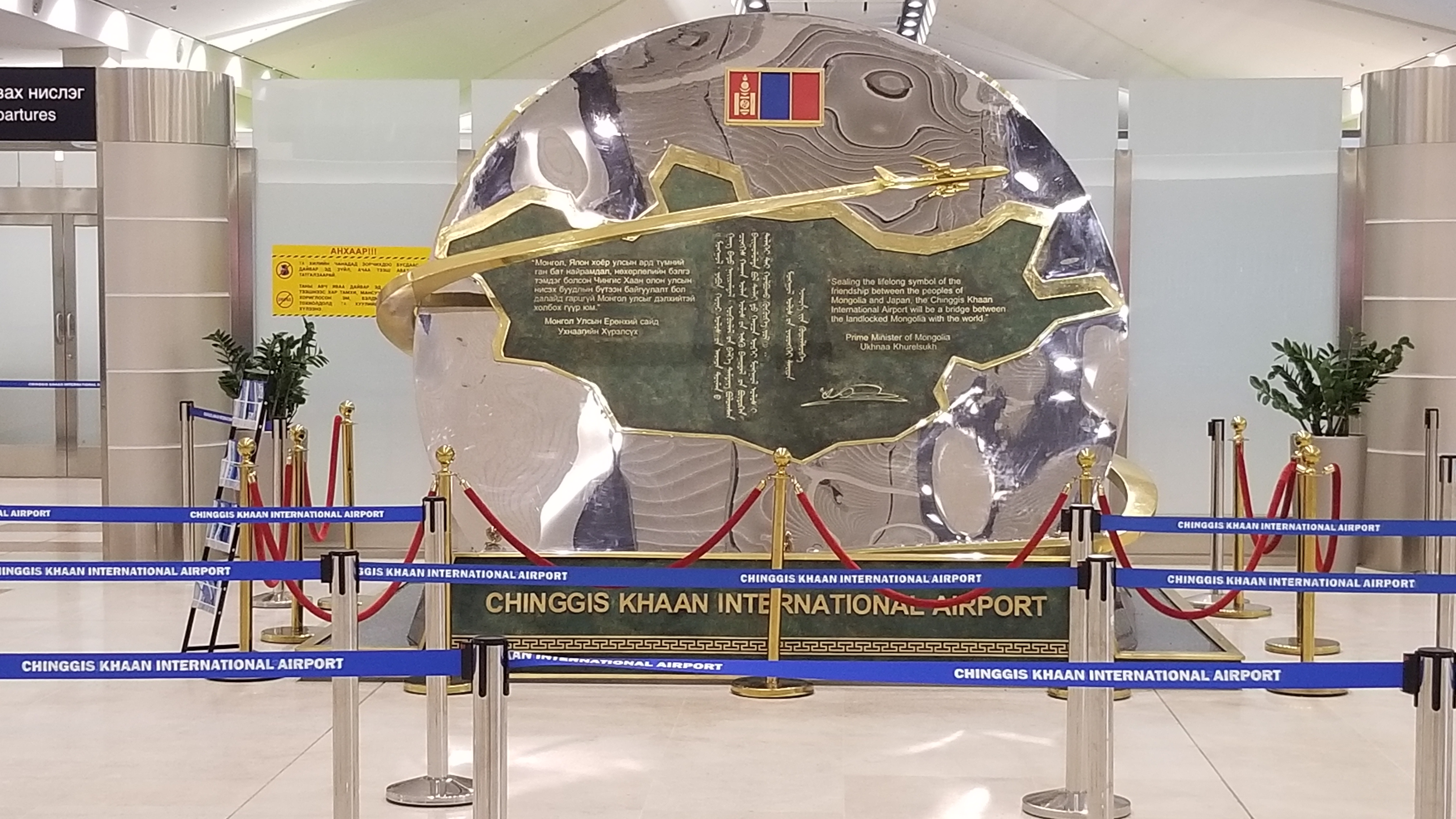
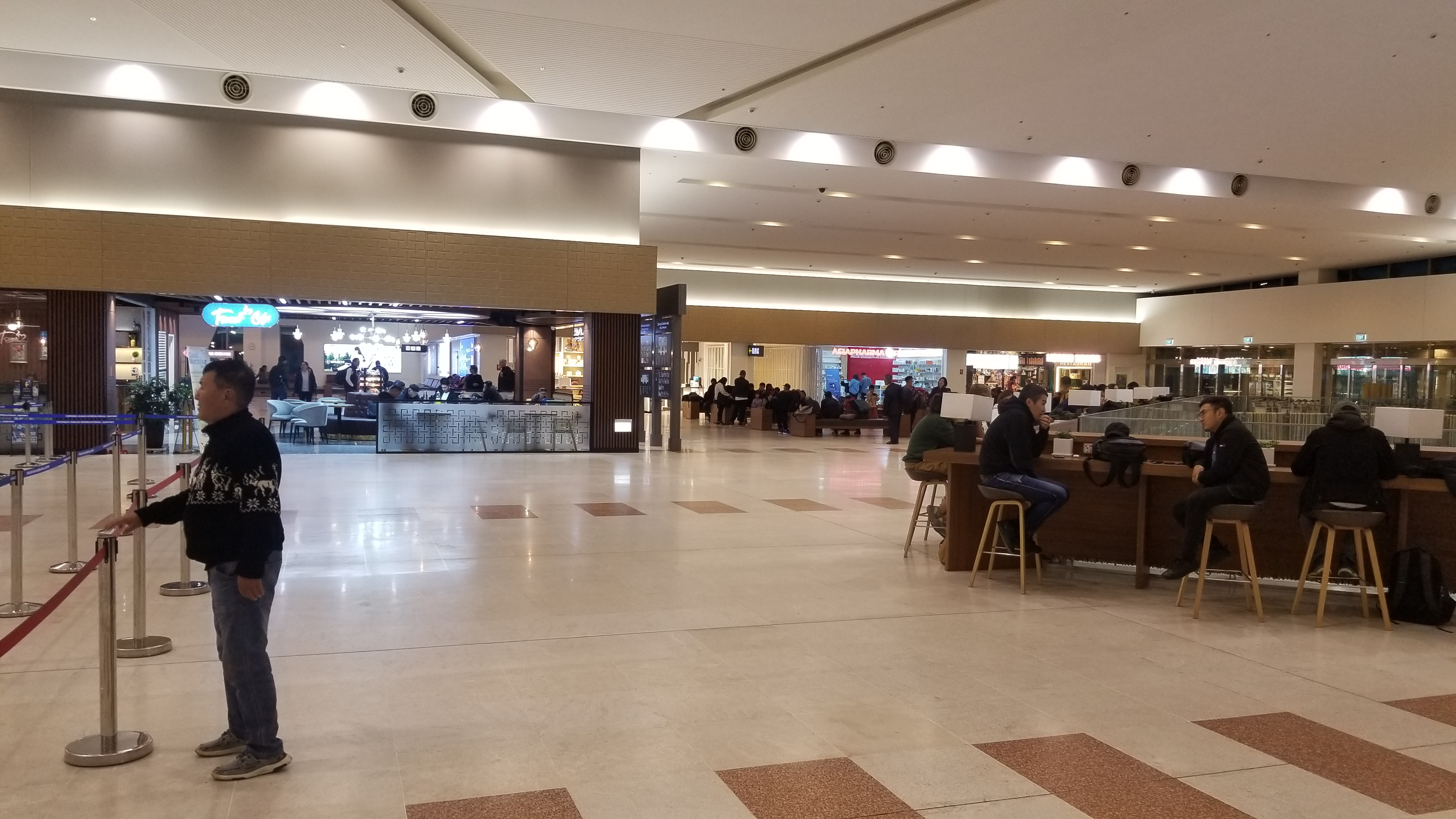
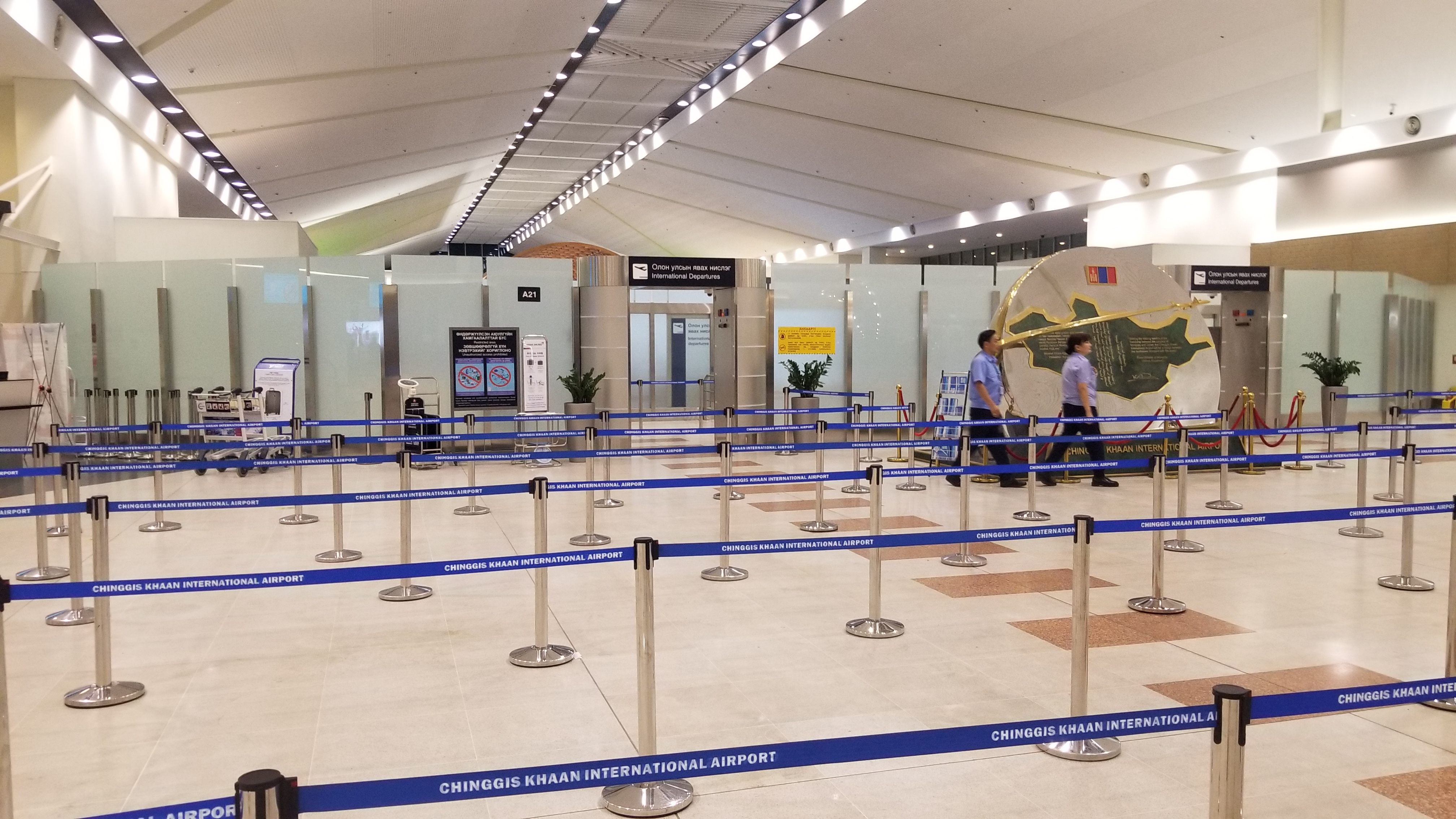
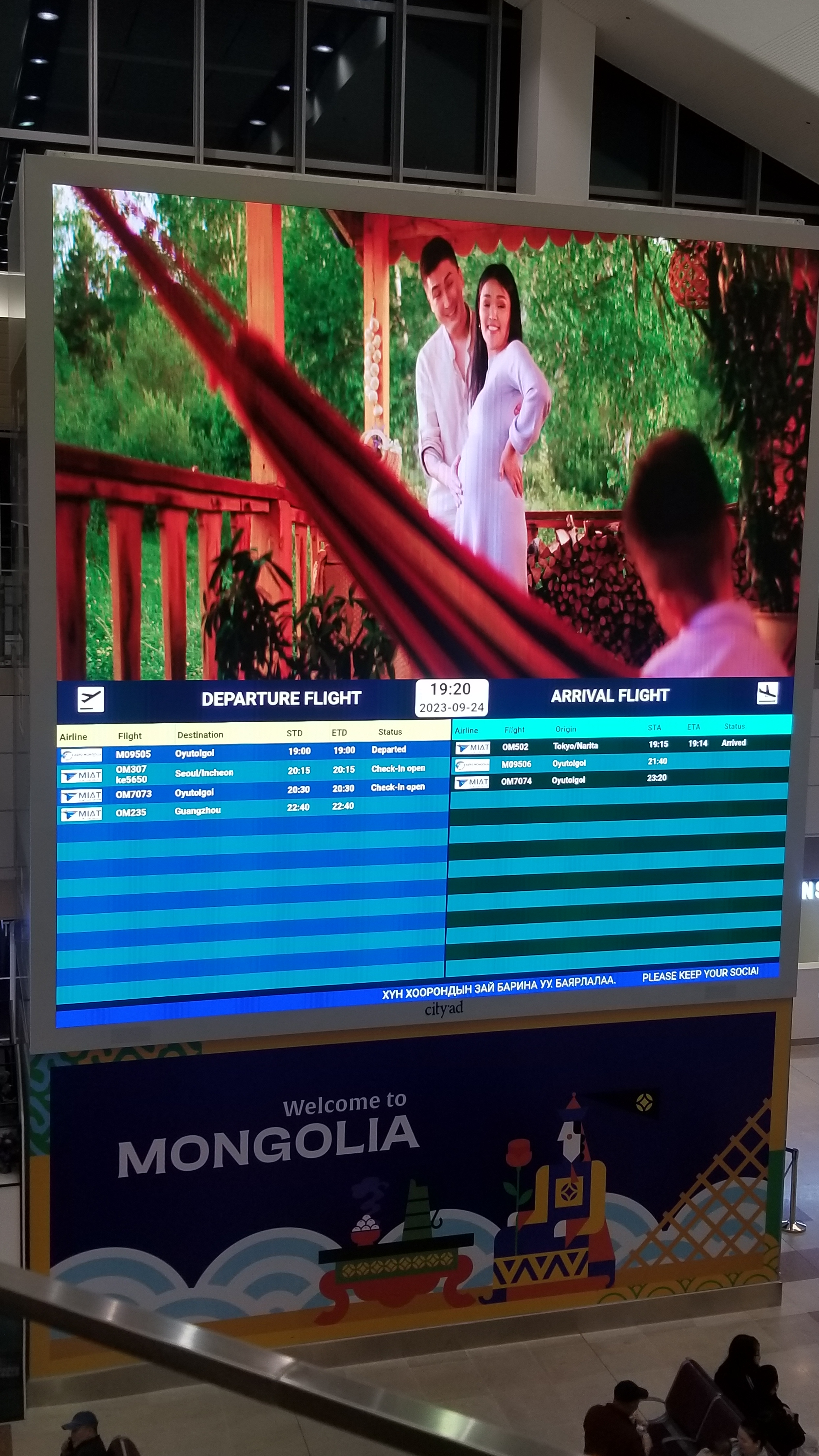
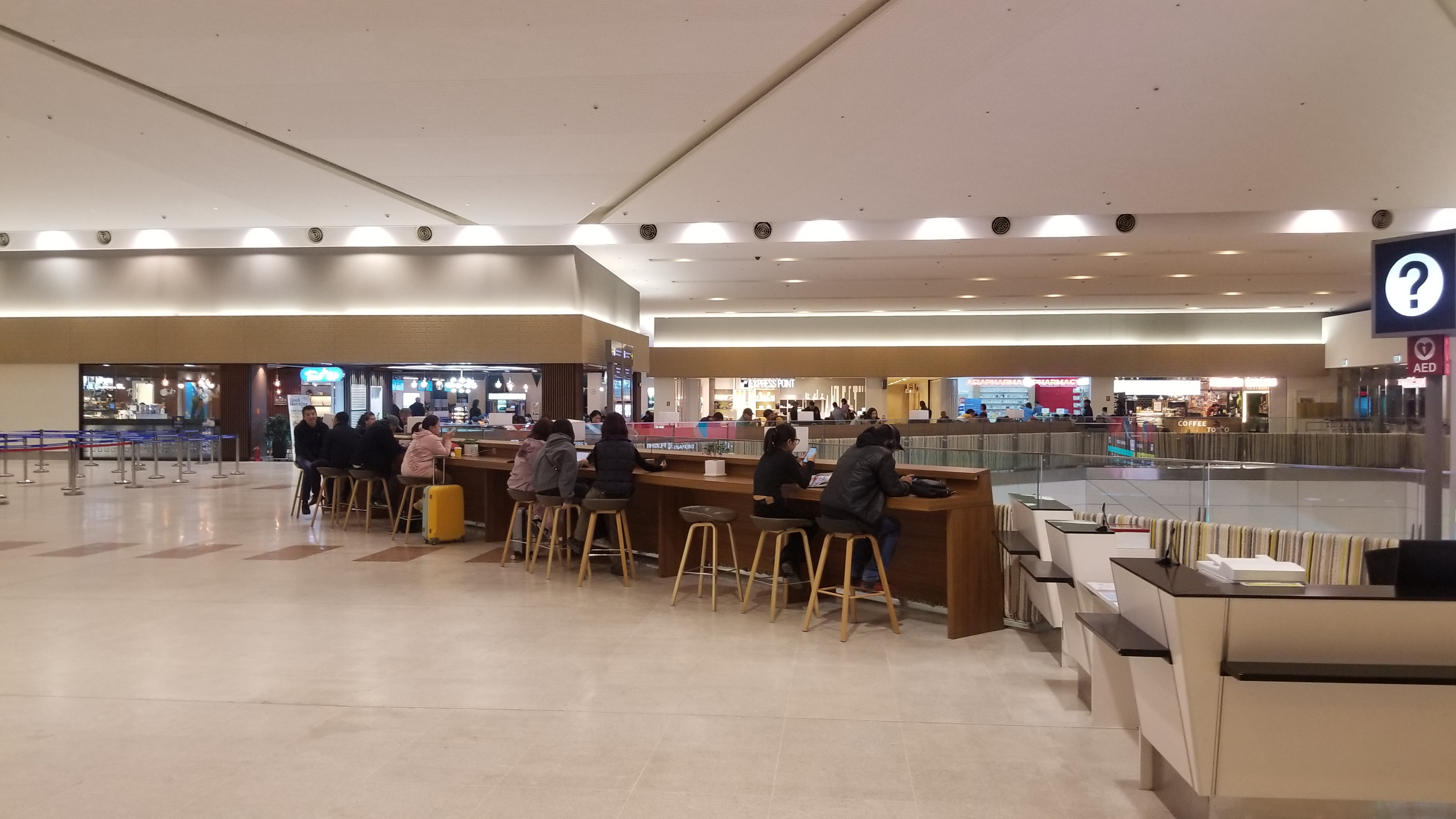
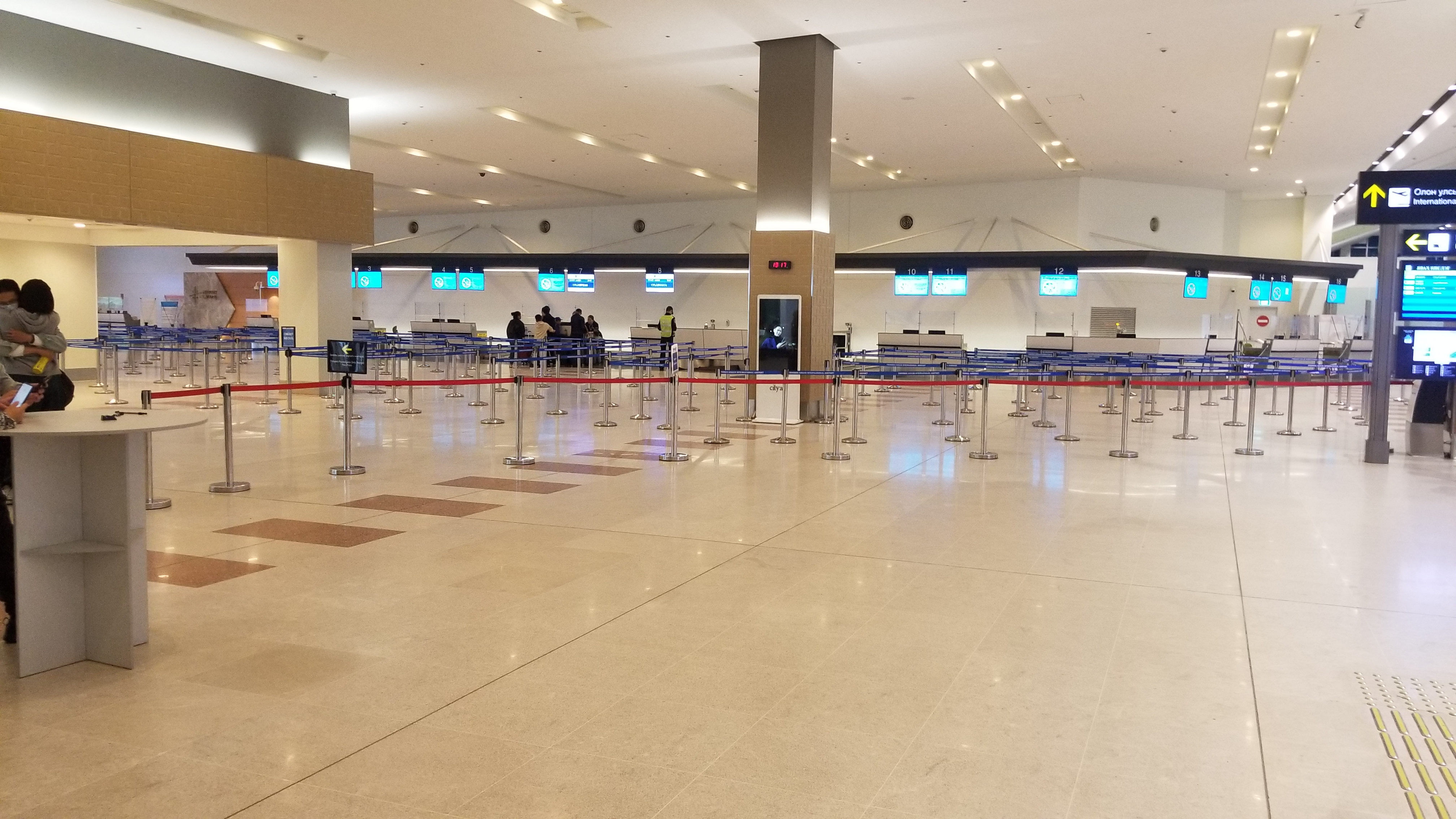
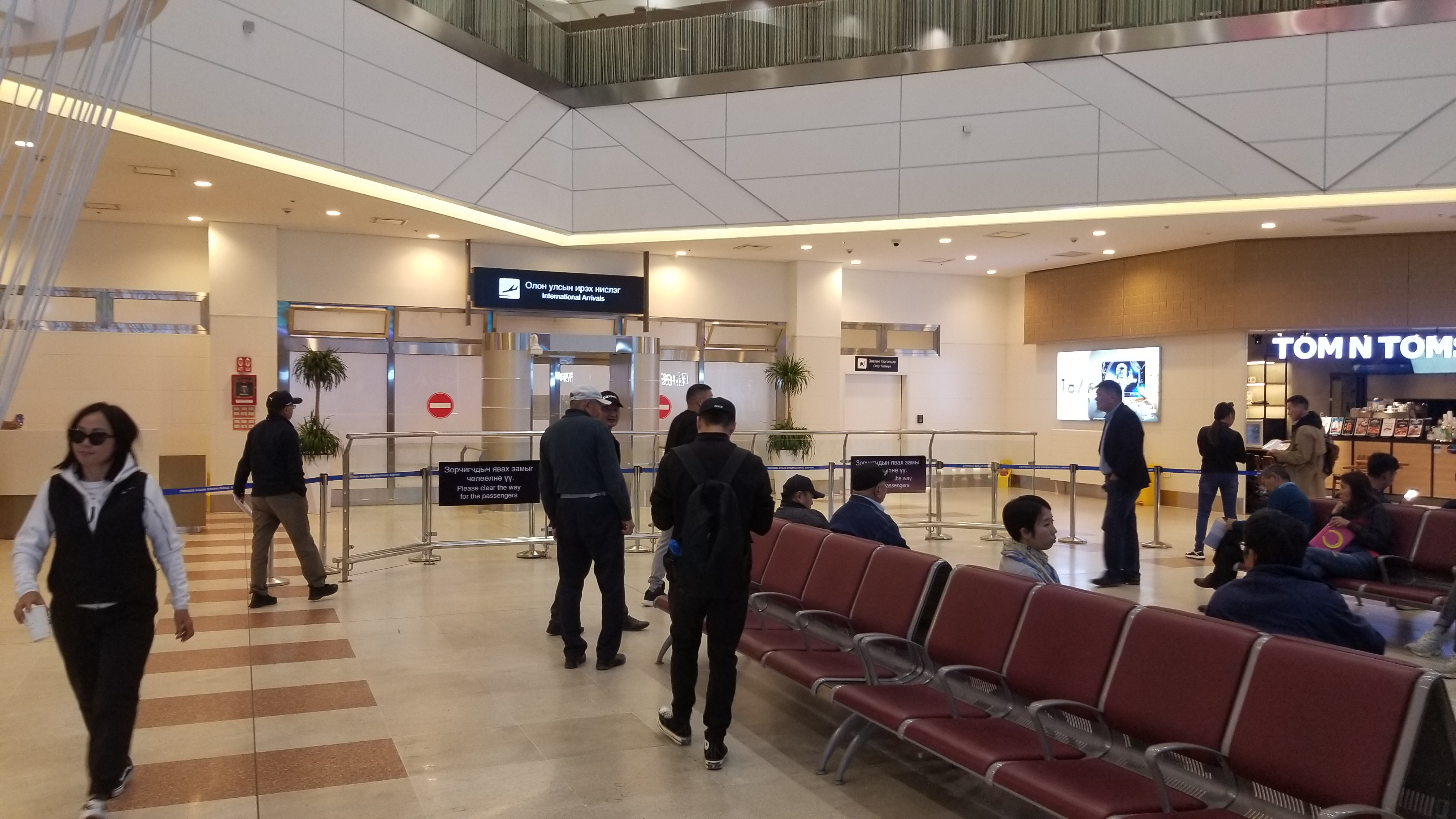
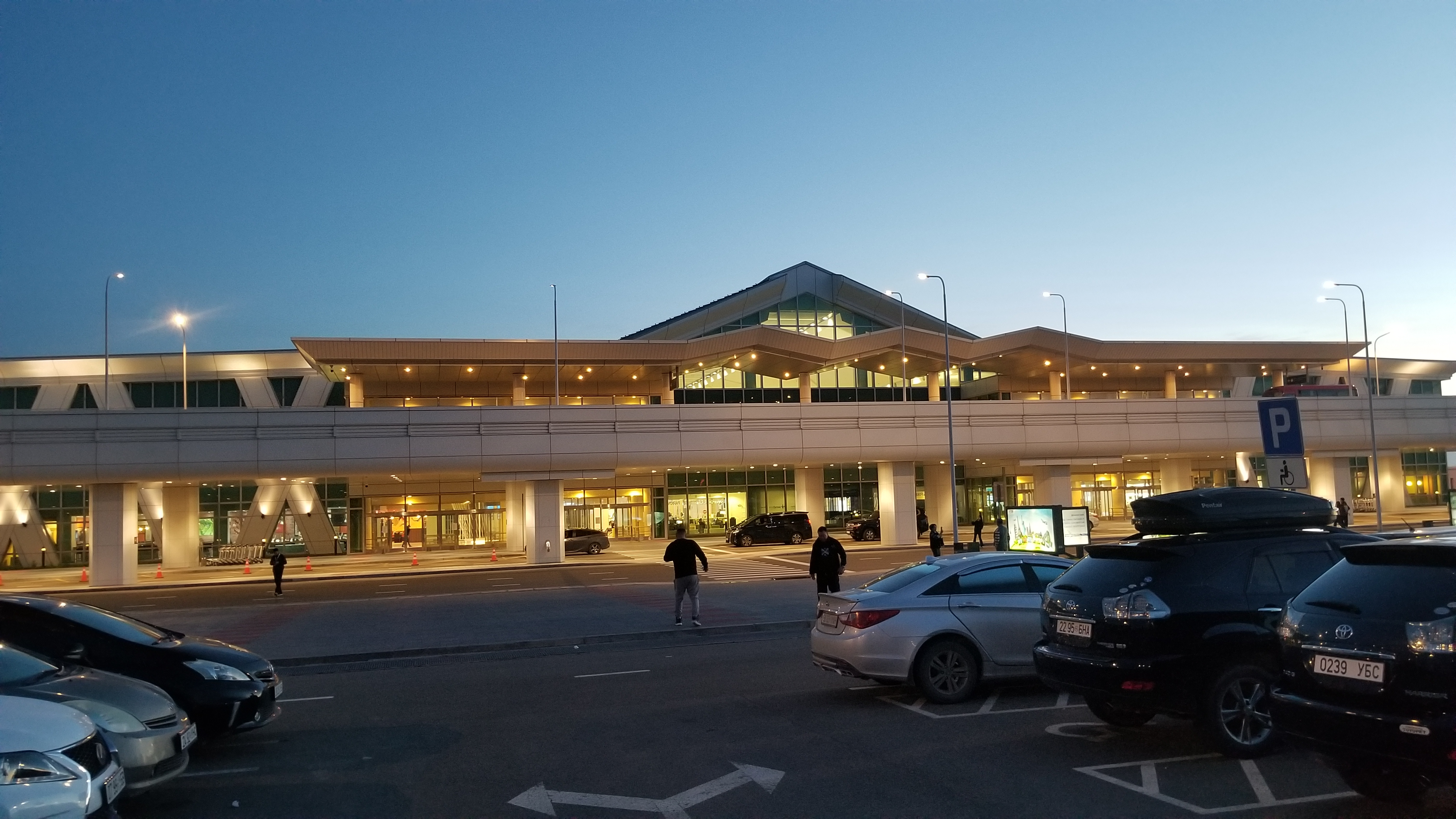

## 운항 노선

### 국제선
| 항공사             | 목적지 |
| ------------------ | --- |
| MIAT 몽골 항공     | 광저우, 도쿄(나리타), 모스크바(셰레메티예보), 무안, 방콕(수완나품), 베이징(수도), 부산, 싼야, 서울(인천), 오사카(간사이), 이스탄불(아르나부코이), 푸켓, 프랑크푸르트, 호치민, 홍콩(첵랍콕) |
| 에어로 몽골리아    | 노보시비르스크, 도쿄(나리타), 서울(인천), 이르쿠츠크, 푸꾸옥, 하노이 |
| 훈누 에어          | 두바이(알막툼), 마쓰야마, 만저우리, 무안, 베이징(다싱), 알마티, 제주, 창사, 청주, 하얼빈, 하이라얼, 하이커우                                                                               |
| 대한항공           | 서울(인천) |
| 아시아나항공       | 서울(인천) |
| 에어부산           | 부산 |
| 제주항공           | 서울(인천), 무안, 부산 |
| 진에어             | 무안, 부산 |
| 티웨이항공         | 서울(인천), 대구 |
| 중국국제항공       | 베이징(수도) |
| 비엣제트 항공      | 계절편: 나트랑 |
| 타이 비엣제트 항공 | 전세편: 방콕(수완나품) |
| 터키항공           | 이스탄불(아르나부코이) |
| 아에로플로트       | 모스크바(셰레메티예보) |
| 앙가라 항공        | 이르쿠츠크 |
| 야쿠티아 항공      | 야쿠츠크 |
| 이르아에로         | 울란우데, 이르쿠츠크 |
| 크라스아비아 항공  | 크라스노야르스크 |

### 국내선
| 항공사          | 목적지                                                                       |
| --------------- | ---------------------------------------------------------------------------- |
| MIAT 몽골 항공  | 달란자드가드, 무릉, 알타이, 울란곰, 울리아수타이, 을기, 초이발산, 호브드     |
| 에어로 몽골리아 | 달란자드가드, 무릉, 알타이, 오부트, 울란곰, 을기, 칸붐바트, 타반톨기, 호브드 |
| 훈누 에어       | 달란자드가드, 무릉, 울란곰, 호브드                                           |

## 같이 보기
- 부얀트 우카 국제공항